# Белоглазка (почвенная)
Белогла́зка — разновидность новообразований в почве, мягкая карбонатная конкреция.
Белоглазка встречается в иллювиальных горизонтах почв, образовавшихся на лёссах и лёссовидных суглинках. На стенке почвенного разреза выделяется в виде белых пятен округлой формы с чёткой границей. Размер пятен — 1—2 см в диаметре, что сравнимо с размером глаза животного. От этого и произошло название белоглазка. В отличие от других форм карбонатных новообразований-конкреций (журавчиков, дутиков), белоглазка мягкая.
Слово белоглазка может употребляться как синоним лёссовидного суглинка. Это обусловлено присутствием в лёссе известковых конкреций, выделяющихся белым цветом на светло-желтоватом фоне лёсса. В этом смысле термин можно встретить как в виде народного названия, так и в профессиональной лексике.